# Аннамалай-1
Грама Ніладхарі Аннамалай-1 (№ SP/95A) — Грама Ніладхарі підрозділу ОС Навітанвелі, округ Ампара, Східна провінція, Шрі-Ланка.

## Демографія
| Населення (2007) | Населення (2007) | Населення (2007) | Населення (2007) | Населення (2007) |
| Населення        | Чоловіки         | Жінки            | Діти             | Дорослі          |
| ---------------- | ---------------- | ---------------- | ---------------- | ---------------- |
| 1109             | 484              | 625              | 495              | 614              |